# Carlos González (periodista deportivo)
Carlos Rafael González, más conocido como Carlitos González (Tucupita, Estado Delta Amacuro, 14 de octubre de 1932-Caracas, 24 de mayo de 2004), fue un periodista y comentarista deportivo venezolano.
Destacaba haciendo comentarios en diferentes deportes tales como el béisbol, fútbol, boxeo y baloncesto.

## Carrera
Sus inicios se remontan al medio radial, específicamente en la emisora Radio Rumbos. También destacó como columnista del diario El Nacional; así mismo, fue el fundador y primer director del diario Meridiano.
Junto con el destacado narrador Delio Amado León llegó a conformar una dupla llamada Gondel, que se encargaba de dirigir la revista SportGráfico.
Fue comentarista del circuito radial de los equipos Leones del Caracas, Navegantes del Magallanes, Tigres de Aragua, Tiburones de La Guaira y 
Cardenales de Lara.
En televisión, formó parte del plantilla de narradores y comentaristas de Venevisión (1974-1979) y luego de Radio Caracas Televisión (1982-1990). En este último canal, conformó una dupla con Pepe Delgado Rivero, especialmente en las transmisiones de los juegos de béisbol. Entre 1980-1981 tuvo una breve pasantía por Venezolana de Televisión donde condujo el programa Carrusel Deportivo.

## Últimos años
Ya en los años 1990 decide retirarse de los medios de comunicación. Finalmente, fallece el 24 de mayo de 2004 debido a un infarto de miocardio.